# Andrés Moisés Mba Ada
Andrés Moisés Mba Ada (ur. 28 grudnia 1928, zm. 15 listopada 2006) – polityk z Gwinei Równikowej.
Urodził się w Nkomo Odjap w dystrykcie Mikomeseng. W 1948 wstąpił w szeregi gwardii kolonialnej, awansując ostatecznie do stopnia kaprala, najwyższego stopnia nadawanego w tej formacji krajowcom. Porzucił karierę wojskową w 1953 i zajął się działalnością biznesową. W 1960, w związku z niedawnym nadaniem terytoriom hiszpańskim w Zatoce Gwinejskiej statusu prowincji, objął funkcję wiceprzewodniczącego deputacji prowincjonalnej Rio Muni. Po nadaniu Gwinei autonomii w 1964 został przewodniczącym tej deputacji. Przez pewien czas (1967–1968) łączył tę funkcję z mandatem deputowanego do frankistowskich Kortezów. Pełnił kierownicze funkcje w organizacjach związanych z polityką rolną Gwinei, takich jak Unión Territorial de Cooperativas del Campo de Río Muni (UTECO) czy Instituto de Fomento Agrícola de Guinea Ecuatorial (INFOGE).
Zaangażował się w działalność Ruch Wyzwolenia Narodowego Gwinei Równikowej (MONALIGE), z jej ramienia brał udział w pracach konferencji konstytucyjnej (1967–1968). Związał się z frakcją wspierającą Francisco Macías Nguemę. Kandydował do Zgromadzenia Narodowego w pierwszych wyborach parlamentarnych po ogłoszeniu niepodległości w 1968, mandatu jednakże nie uzyskał. Został natomiast mianowany przewodniczącym Rady Państwa, co czyniło go trzecią osobą w młodym państwie, zaraz po prezydencie Macíasie Nguemie i wiceprezydencie Edmundo Bossio. Utrzymywał w tym okresie bliskie kontakty z hiszpańskim prawnikiem Antonio Garcíą-Trevijano.
Padł ofiarą czystek po nieudanym zamachu stanu z 1969, w kolejnym roku został aresztowany. W 1974 wyemigrował do Szwajcarii, osiadł w Genewie. Aktywny w emigracyjnych środowiskach politycznych, znalazł się wśród założycieli Alianza Nacional para la Restauración Democrática (ANRD). W 1981 powrócił do Gwinei Równikowej z zamiarem poświęcenia się aktywności biznesowej, został jednakże uwikłany w domniemaną próbę zamachu stanu przeciwko prezydentowi Obiangowi Nguemie. Zdołał opuścić kraj przed aresztowaniem i udał się na wychodźstwo, tym razem osiadając w Madrycie. Został skazany in absentia na 20 lat więzienia pod zarzutem rebelii. Rząd Gwinei Równikowej starał się o jego ekstradycję, władze Hiszpanii odmówiły jednak spełnienia tych żądań.
Powrócił do ojczyzny po przywróceniu swobody działalności partii politycznych. Stanął na czele Unión Popular (UP). Do stołecznego Malabo powrócił 22 sierpnia 1993. Kandydował na prezydenta z ramienia UP w 1996. Wycofał się jednak przed końcem procesu wyborczego, zarzucając Obiangowi Nguemie fałszerstwa wyborcze. Otrzymał, mimo wszystko, 0,6% oddanych głosów.
Ponownie wyemigrował do Hiszpanii, zmarł w szpitalu w Getafe. Przyczyną zgonu był wylew krwi do mózgu.